# Bernard Cedro
Bernard Cedro – polski geograf i geolog, dr hab. nauk o Ziemi.

## Edukacja i działalność naukowa
W 1990 r. ukończył studia geologiczne na Uniwersytecie Wrocławskim. W 1998 otrzymał stopień doktora nauk o Ziemi na podstawie pracy pt. Charakterystyka petrograficzno-mikrofacjalna osadów górnej jury z wystąpień na Pomorzu Zachodnim, a w 2017 r. uzyskał habilitację na podstawie pracy Późnoglacjalna i holoceńska historia zmian poziomu południowego Bałtyku zapisana w osadach zbiorników sedymentacyjnych okolic Mrzeżyna. Obecnie (2023) jest profesorem nadzwyczajnym Uniwersytetu Szczecińskiego.

## Publikacje
- Ryszard Krzysztof Borówka, Bernard Cedro: Skarby Ziemi. Poznań: Wydawnictwo Kurpisz, 2001. ISBN 83-88276-40-9. Brak numerów stron w książce